# Ronde van Italië 1955
| Eindklassement      |                       |              |
| Algemeen klassement | Fiorenzo Magni        | 108h 56' 13" |
| Tweede              | Fausto Coppi          | + 0' 13"     |
| Derde               | Gastone Nencini       | + 4' 08"     |
| Vierde              | Raphaël Geminiani     | + 4' 51"     |
| Vijfde              | Agostino Coletto      | + 7' 19"     |
| Zesde               | Aldo Moser            | + 8' 01"     |
| Zevende             | Pasquale Fornara      | + 9' 16"     |
| Achtste             | Salvador Botella      | + 14' 10"    |
| Negende             | Wout Wagtmans         | + 16' 03"    |
| Tiende              | Hugo Koblet           | + 20' 16"    |
| Elfde               | Hein van Breenen      | + 24'40"     |
| (Bel)               | Désiré Keteleer (59e) | + 1h 33' 50" |
| Rode Lantaarn       | Georges Decaux (86e)  | + 3h 31' 36" |
| Bergklassement      | Gastone Nencini       | 7 punten     |
| Tweede              | José Serra            | 6 punten     |
| Derde               | Bruno Monti           | 4 punten     |
|                     | Antonio Gelabert      | 4 punten     |
| Ploegenklassement   | Atala                 | ?            |
| Tweede              | Chlorodont            | ?            |
| Derde               | Nivea                 | ?            |

In 1955 ging de 38e Giro d'Italia op 14 mei van start in Milaan. Hij eindigde op 5 juni in Milaan. Er stonden 98 renners verdeeld over 14 ploegen aan de start. Hij werd gewonnen door Fiorenzo Magni.
Aantal ritten: 21

Totale afstand: 3874,5 km

Gemiddelde snelheid: 35,675 km/h

Aantal deelnemers: 98

## Belgische en Nederlandse prestaties
In totaal namen er 7 Belgen en 7 Nederlanders deel aan de Giro van 1955.

### Belgische etappezeges
- In 1955 was er geen Belgische etappezege.

### Nederlandse etappezeges
- In 1955 was er geen Nederlandse etappezege.

## Etappe uitslagen
| Datum  | Etappe    | Parcours                               | Afstand | Eerste                    | Tweede                    | Derde                     | Klassementsleider       |
| ------ | --------- | -------------------------------------- | ------- | ------------------------- | ------------------------- | ------------------------- | ----------------------- |
| 14 mei | etappe 1  | Milaan - Turijn                        | 163 km  | Guido Messina (Ita)       | Daan de Groot (Ned)       | Franco Aureggi (Ita)      | Guido Messina (Ita)     |
| 15 mei | etappe 2  | Turijn - Cannes                        | 243 km  | Fiorenzo Magni (Ita)      | Fausto Coppi (Ita)        | Wout Wagtmans (Ned)       | Fiorenzo Magni (Ita)    |
| 16 mei | etappe 3  | Cannes - San Remo                      | 123 km  | Nino Defilippis (Ita)     | Fiorenzo Magni (Ita)      | Rino Benedetti (Ita)      | Fiorenzo Magni (Ita)    |
| 17 mei | etappe 4  | San Remo - Acqui Terme                 | 192 km  | Alessandro Fantini (Ita)  | Rino Benedetti (Ita)      | Michele Gismondi (Ita)    | Fiorenzo Magni (Ita)    |
| 18 mei | etappe 5  | Acqui Terme - Genua                    | 170 km  | Giancarlo Astrua (Ita)    | Salvador Botella (Spa)    | Guido Messina (Ita)       | Fiorenzo Magni (Ita)    |
| 19 mei | etappe 6  | Genua - Lido d'Albaro (ploegentijdrit) | 18,4 km | Torpado                   | Nivea                     | Faema                     | Fiorenzo Magni (Ita)    |
| 20 mei | etappe 7  | Genua - Viareggio                      | 164 km  | Giovanni Corrieri (Ita)   | Fiorenzo Magni (Ita)      | Giorgio Albani (Ita)      | Fiorenzo Magni (Ita)    |
| 22 mei | etappe 8  | Viareggio - Perugia                    | 260 km  | Rino Benedetti (Ita)      | Vincenzo Zucconelli (Ita) | Michele Gismondi (Ita)    | Fiorenzo Magni (Ita)    |
| 23 mei | etappe 9  | Perugia - Rome                         | 174 km  | Gastone Nencini (Ita)     | Fausto Coppi (Ita)        | Giorgio Albani (Ita)      | Fiorenzo Magni (Ita)    |
| 24 mei | etappe 10 | Rome - Rome                            | 207 km  | Bernardo Ruiz (Spa)       | Pasquale Fornara (Ita)    | Raphaël Geminiani (Fra)   | Bruno Monti (Ita)       |
| 25 mei | etappe 11 | Rome - Napels                          | 242 km  | Vincenzo Zucconelli (Ita) | Donato Piazza (Ita)       | Alessandro Fantini (Ita)  | Bruno Monti (Ita)       |
| 26 mei | etappe 12 | Napels - Scanno                        | 216 km  | Gastone Nencini (Ita)     | Raphaël Geminiani (Fra)   | Fausto Coppi (Ita)        | Raphaël Geminiani (Fra) |
| 27 mei | etappe 13 | Scanno - Ancona                        | 251 km  | Giorgio Albani (Ita)      | Adolfo Grosso (Ita)       | Guido Messina (Ita)       | Raphaël Geminiani (Fra) |
| 28 mei | etappe 14 | Ancona - Cervia Pineta                 | 173 km  | Giuseppe Minardi (Ita)    | Pierino Baffi (Ita)       | Vincenzo Zucconelli (Ita) | Raphaël Geminiani (Fra) |
| 29 mei | etappe 15 | Cervia Pineta - Ravenna (tijdrit)      | 50 km   | Pasquale Fornara (Ita)    | Fausto Coppi (Ita)        | Fiorenzo Magni (Ita)      | Gastone Nencini (Ita)   |
| 30 mei | etappe 16 | Ravenna - Lido di Jesolo               | 245 km  | Rino Benedetti (Ita)      | Giovanni Corrieri (Ita)   | Giorgio Albani (Ita)      | Gastone Nencini (Ita)   |
| 31 mei | etappe 17 | Lido di Jesolo - Triëst                | 150 km  | Alessandro Fantini (Ita)  | Pietro Nascimbene (Ita)   | Angelo Conterno (Ita)     | Gastone Nencini (Ita)   |
| 2 juni | etappe 18 | Triëst - Cortina d'Ampezzo             | 246 km  | Angelo Conterno (Ita)     | Antonio Gelabert (Spa)    | Pietro Nascimbene (Ita)   | Gastone Nencini (Ita)   |
| 3 juni | etappe 19 | Cortina d'Ampezzo - Trente             | 227 km  | Jean Dotto (Fra)          | Fiorenzo Magni (Ita)      | Hugo Koblet (Zwi)         | Gastone Nencini (Ita)   |
| 4 juni | etappe 20 | Trente - San Pellegrino Terme          | 216 km  | Fausto Coppi (Ita)        | Fiorenzo Magni (Ita)      | Alessandro Fantini (Ita)  | Fiorenzo Magni (Ita)    |
| 5 juni | etappe 21 | San Pellegrino Terme - Milaan          | 141 km  | Hugo Koblet (Zwi)         | Fiorenzo Magni (Ita)      | Rino Benedetti (Ita)      | Fiorenzo Magni (Ita)    |

 winnaars · 
roze trui · 
  puntenklassement · 
  bergklassement · 
 jongerenklassement · 
 intergiro · 
 ploegenklassement · 
 strijdlust · 
 zwarte trui
Giro d'Italia Next Gen · Giro Donne · Cima Coppi
 Belgische rozetruidragers · etappewinnaars
 Nederlandse rozetruidragers · etappewinnaars
Mannen:
1909 · 
1910 · 
1911 · 
1912 · 
1913 · 
1914 · 
1919 · 
1920 · 
1921 · 
1922 · 
1923 · 
1924 · 
1925 · 
1926 · 
1927 · 
1928 · 
1929 · 
1930 · 
1931 · 
1932 · 
1933 · 
1934 · 
1935 · 
1936 · 
1937 · 
1938 · 
1939 · 
1940 · 
1946 · 
1947 · 
1948 · 
1949 · 
1950 · 
1951 · 
1952 · 
1953 · 
1954 · 
1955 · 
1956 · 
1957 · 
1958 · 
1959 · 
1960 · 
1961 · 
1962 · 
1963 · 
1964 · 
1965 · 
1966 · 
1967 · 
1968 · 
1969 · 
1970 · 
1971 · 
1972 · 
1973 · 
1974 · 
1975 · 
1976 · 
1977 · 
1978 · 
1979 · 
1980 · 
1981 · 
1982 · 
1983 · 
1984 · 
1985 · 
1986 · 
1987 · 
1988 · 
1989 · 
1990 · 
1991 · 
1992 · 
1993 · 
1994 · 
1995 · 
1996 · 
1997 · 
1998 · 
1999 · 
2000 · 
2001 · 
2002 · 
2003 · 
2004 · 
2005 · 
2006 · 
2007 · 
2008 · 
2009 · 
2010 · 
2011 · 
2012 · 
2013 · 
2014 · 
2015 · 
2016 · 
2017 · 
2018 · 
2019 · 
2020 · 
2021 · 
2022 · 
2023 · 
2024 · 
2025
Vrouwen:
1988 · 
1989 · 
1990 · 
1991 ·
1992 ·
1993 · 
1994 · 
1995 · 
1996 · 
1997 · 
1998 · 
1999 · 
2000 · 
2001 · 
2002 · 
2003 · 
2004 · 
2005 · 
2006 · 
2007 · 
2008 · 
2009 · 
2010 · 
2011 · 
2012 ·
2013 · 
2014 ·
2015 ·
2016 ·
2017 ·
2018 ·
2019 ·
2020 ·
2021 ·
2022 ·
2023 ·
2024 ·
2025